# 山内駅
山内駅（やまうちえき）は、かつて福岡県八女市山内町に置かれていた、日本国有鉄道（国鉄）矢部線の駅（廃駅）である。矢部線の廃止に伴い、1985年（昭和60年）4月1日に廃駅となった。
廃止当時の八女市域の東端部にあった。

## 歴史
- 1945年（昭和20年）12月26日：矢部線の全線開通と同時に、一般駅として開業[1]。
- 1962年（昭和37年）4月1日：業務委託駅となる（日本交通観光社に委託）[3]。
- 1971年（昭和46年）2月20日：貨物および荷物の取り扱い廃止[4]。無人駅となる[5]。
- 1985年（昭和60年）4月1日：矢部線の全線廃止に伴い、廃駅となる[1]。

## 駅構造
有人駅時代は、2面2線の相対式ホームを有する行き違い可能駅で、貨物取扱設備もあった。隣の北川内駅と同時に無人駅化された後は、対向側のホームと線路が撤去されて1面1線の単式ホームに縮小され、駅舎も駐輪場になった後に取り壊されてホーム上に待合所があるだけの簡素な駅となっていた。筑豊炭田に送る木材置場として用いられていたため、駅構内は広かった。
駅前には開業時に桜並木が植えられたが、無人化以降は手入れされず荒れていた。駅設備縮小で駅前のスペースが広がったため、公民館が建てられたりゲートボール場として使われたりしていた。

## 現状
駅跡地は、八女市東公民館となっている。 

## 隣の駅
日本国有鉄道
矢部線
上妻駅 - 山内駅 - 北川内駅